# Đồng Tử

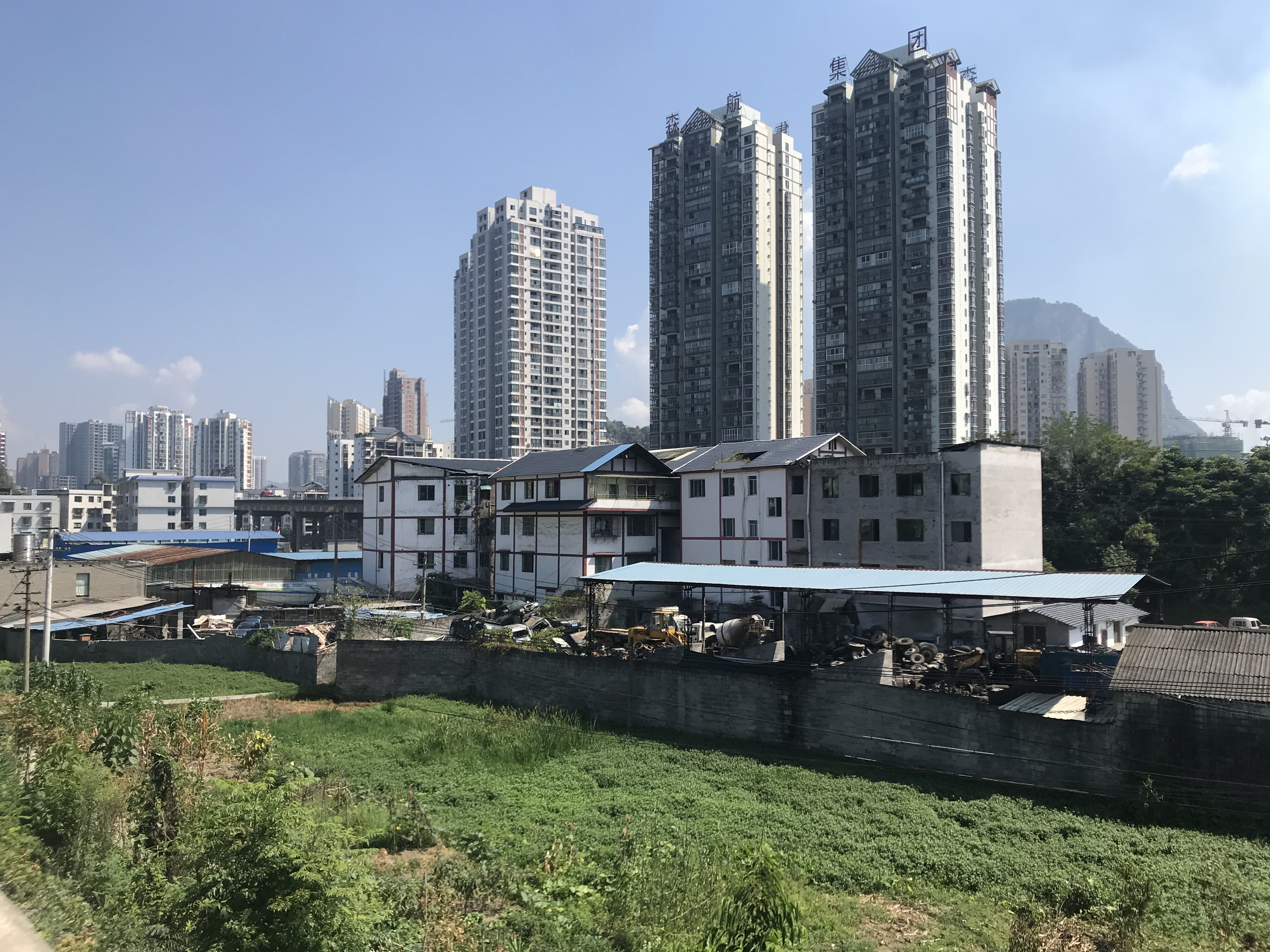
Đồng Tử

Đồng Tử (桐梓县) là một huyện tại địa cấp thị Tuân Nghĩa, Quý Châu, Cộng hòa Nhân dân Trung Hoa. Huyện này có diện tích 3198,8 km2, dân số năm 2002 là 640.600 người, trong đó dân số thành thị phi nông nghiệp là 75.700 người, mã số bưu chính là 563200. Chính quyền huyện đóng tại trấn Lâu Sơn Quan.

## Các đơn vị hành chính
Tuân Nghĩa có các đơn vị hành chính trực thuộc sau:

### Cáctrấn
- Lâu Sơn Quan (娄山关镇)
- Liệu Nguyên (燎原镇)
- Quan Thương (官仓镇)
- Cao Kiều (高桥镇)
- Hoa Thu (花秋镇)
- Cửu Bá (九坝镇)
- Sở Mễ (楚米镇)
- Đại Hà (大河镇)
- Tân Trạm (新站镇)
- Dạ Lang (夜郎镇)
- Tùng Khảm (松坎镇)
- Mộc Qua (木瓜镇)
- Dương Đặng (羊磴镇)
- Pha Độ (坡渡镇)
- Thủy Bá Đường (水坝塘镇)
- Sư Khê (狮溪镇)

### Cáchương
- Mao Thạch (茅石乡)
- Phong Thủy (风水乡)
- Dung Quang (容光乡)
- Tiểu Thủy (小水乡)
- Ba Tiêu (芭蕉乡)
- Hoàng Liên (黄莲乡)
- Thiên Bình (天坪乡)

### Các hương dân tộc
- hương dân tộc người H'Mông Mã Tông (马鬃苗族乡)。